# Coupe du Portugal de football 1996-1997
Navigation
1995-1996 1997-1998

La Coupe du Portugal de football 1996-1997 est la 57e édition de la Coupe du Portugal de football, considéré comme le deuxième trophée national le plus important derrière le championnat. 
La finale est jouée le 10 juin 1997, à l'Estádio Nacional do Jamor, entre le Boavista Futebol Clube et le Benfica Lisbonne. Boavista remporte son cinquième trophée en battant Benfica 3 à 2. Boavista se qualifie pour la Coupe d'Europe des vainqueurs de coupe de football 1997-1998.

## Finale
| 10 juin 1997 | Boavista Futebol Clube | 3 - 2   | Benfica Lisbonne | Estádio Nacional do Jamor |                           |
|              |                        | (2 - 1) |                  | Arbitrage : Jorge Coroado | Arbitrage : Jorge Coroado |
|              | Feuille de match       |         |                  | Arbitrage : Jorge Coroado | Arbitrage : Jorge Coroado |